# Болградський Сивашик
Сивашик (Болградський Сивашик, озеро Сиваш, озеро Солоне) — лиман річки Атманай, один з лиманів Азовського моря.

## Розташування
Розташований при північно-західній частині Азовського моря, в межах Якимівського району Запорізької області.
Утворився внаслідок відокремлення греблею західної частини Утлюцького лиману.

## Опис
Довжина лиману 24 км, ширина — до 4 км, глибина — до 3 м. Площа — 14 км².
Улоговина лиману має видовжену форму, звужується з півдня на північ. Береги звивисті, переважно пологі, місцями розчленовані балками. Живиться водами Утлюцького лиману, частково — за рахунок поверхневого стоку. Мінералізація води бл. 30 г/л; значний вміст сірководню. Дно подекуди вкрите шаром чорного мулу, що використовується для грязелікування. До початку XX ст. на лимані були соляні промисли.

## Охорона природи
Акваторія лиману з прибережними ділянками входить до ландшафтного заказника загальнодержавного значення «Сивашик». Тут збереглися у природному стані комплекси водно-болотної та степової рослинності з популяціями рідкісних видів рослин, занесених до Червоної книги України, — тюльпана Шренка, лещиці скупченої, цимбохазми дніпровської, ковили волосистої, ковили Лессінга, ковили української.
Теритрорія лиману є також місцем оселення, гніздування та відпочинку під час міграції 118 видів птахів.
У 2010 р. увійшов до складу Приазовського національного природного парку.